# Johan Cesar Godeffroy (Kaufmann, 1838)
Johan Cesar Godeffroy (* 24. Januar 1838 in Hamburg; † 6. November 1912 ebenda) war ein deutscher Kaufmann.

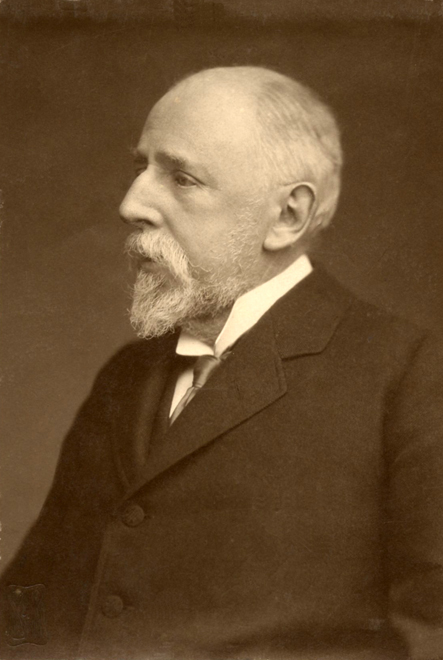
Johan Cesar Godeffroy, Fotografie Benque & Kindermann, Hamburg um 1905

## Leben
Johan Cesar Godeffroy entstammte der hugenottischen Familie Godeffroy, die sich in der ersten Hälfte des 18. Jahrhunderts von Berlin kommend in Hamburg niedergelassen hatte. Seine Eltern waren Johan Cesar Godeffroy (1813–1885) und Emily Hanbury (1815–1894). Gustav Godeffroy war sein Onkel. Es besuchte das Realgymnasium des Johanneums und verließ die Schule im Alter von 15 Jahren. Zum 1. Januar 1862 trat er als Teilhaber in die Firma Joh. Ces. Godeffroy & Sohn ein. Aufgrund mangelnder Liquidität stellte die Firma am 1. Dezember 1879 die Zahlungen ein.
1878 wurden Teile der Firma  Joh. Cesar Godeffroy & Sohn umgewandelt in die Aktiengesellschaft Deutsche Handels- und Plantagengesellschaft der Südseeinseln zu Hamburg. Cesar Godeffroy war bis 1881 Vorsitzender des Aufsichtsrates dieser Firma und anschließend von 1881 bis 1896 deren Direktor.
Ab 1888 war Godeffroy Gesellschafter und ab 1905 Vorsitzender der Jaluit-Gesellschaft. Dem Aufsichtsrat der Firma Société commerciale de l'Océanie gehörte er ab 1876 an, ab 1896 als Vorsitzender.
1872 wurde Godeffroy in die Handelskammer Hamburg gewählt, 1877 fungierte er als Präses. Über die Handelskammer gehörte er auch von 1876 bis 1877 der Hamburgischen Bürgerschaft an und wirkte während dieser Zeit auch in der Deputation für Handel und Schifffahrt.
Godeffroy heiratete 1865 Elisabeth Eleonore (1845–1932), Tochter des Kaufmanns Johann Donner, in Altona. Zu seinen sieben Kindern gehörte der Reeder Ernst Godeffroy.